# Iraque nos Jogos Olímpicos de Verão de 2012
O Iraque competiu nos Jogos Olímpicos de Verão de 2012, que aconteceram na cidade de Londres, no Reino Unido, de 27 de julho até 12 de agosto de 2012.

## Desempenho

### Halterofilismo
Masculino
| Atleta       | Evento | Arranque (kg) | Arremesso (kg) | Total (kg) | Posição |
| ------------ | ------ | ------------- | -------------- | ---------- | ------- |
| Safaa Rashed | -85kg  | 150,0         | 195,0          | 345,0      | 13º     |

### Tiro
Feminino
| Atleta        | Evento                | Qualificação | Qualificação | Final       | Final       | Posição |
| Atleta        | Evento                | Placar       | Posição      | Placar      | Total       | Posição |
| ------------- | --------------------- | ------------ | ------------ | ----------- | ----------- | ------- |
| Noor Al-Ameri | Pistola de ar de 10 m | 360          | 46º          | Não avançou | Não avançou | 46º     |

### Tiro com arco
| Atleta             | Prova                | Rodada de classificação | Rodada de classificação | Ronda dos 64                  | Ronda dos 32           | Ronda dos 16           | Quartos-finais         | Semifinais             | Final                  | Final       |
| Atleta             | Prova                | Placar                  | Pos.                    | Adversário e resultado        | Adversário e resultado | Adversário e resultado | Adversário e resultado | Adversário e resultado | Adversário e resultado | Pos.        |
| ------------------ | -------------------- | ----------------------- | ----------------------- | ----------------------------- | ---------------------- | ---------------------- | ---------------------- | ---------------------- | ---------------------- | ----------- |
| Rand Al-Mashhadani | Individual masculino | 498                     | 64º                     | KOR Ki Bo-Bae D 0-2, 0-2, 0-2 | Não avançou            | Não avançou            | Não avançou            | Não avançou            | Não avançou            | Não avançou |